# Saïd K. Aburich
Said K. Aburish (arabe : سعيد أبو ريش), né le 1er mai 1935 à Béthanie et mort le 29 aout 2012, est un journaliste et écrivain palestinien.
Il étudie à  Jérusalem et à Beyrouth, puis poursuit ses études aux États-Unis. Il retourne à Beyrouth en 1950 comme reporter pour Radio Free Europe et le journal britannique le Daily Mail.
Il a beaucoup écrit sur le conflit israélo-palestinien.
Il est également l'auteur des biographies autorisées de Saddam Hussein et de Yasser Arafat.
Il est connu pour sa position très critique à l'égard de la dynastie royale d'Arabie saoudite.

## Publications en anglais
- Aburish, Said K.: Children of  Bethany: The Story of a Palestinian Family, Indiana University Press 1988.  (ISBN 0-253-30676-0) Traduction française Le clan Aburish. Une saga palestinienne, 1990, 2004.
- Aburish, Said K.: Cry Palestine: inside the West Bank, Bloomsbury,  London 1991.  (ISBN 0-7475-1005-9)
- Aburish, Said K.: The forgotten faithful: the Christians of the Holy Land, Quartet, London, 1993.  (ISBN 0-7043-7036-0)
- Aburish, Said K.: Rise, Corruption and Coming Fall of the House of Saud, Bloomsbury,  London, 1994.  (ISBN 0-7475-1468-2)
- Aburish, Said K.: A Brutal Friendship: The West and The Arab Elite,  Victor Gollancz Ltd, London, 1997.  (ISBN 0-575-06275-4)
- Aburish, Said K.: Arafat: From Defender to Dictator,  Bloomsbury Pub. Ltd. (UK), 1998.  (ISBN 1-58234-049-8)
- Aburish, Said K.: Saddam Hussein: The Politics of Revenge, Bloomsbury Pub., New York, U.S.A., 1999.  (ISBN 1-58234-050-1)
- Aburish, Said K.: Nasser: the Last Arab, Thomas Dunne Boooks/St. Martin's Press, New York 2004.  (ISBN 0-312-28683-X)